# Хилл, Бекки
Ребекка Клэр Хилл (род. 14 февраля 1994 года) — американская певица и автор песен. Она прославилась после участия в первом сезоне The Voice UK, исполнив песню John Legend "Ordinary People". Она присоединилась к команде Джесси Джей и дошла до полуфинала конкурса.
В июне 2014 года она стала первой (и единственной на тот момент) участницей The Voice UK, чей сингл занял первое место в Великобритании, когда песня Gecko (Overdrive) с Оливером Хелденсом возглавила британский чарт синглов. В 2022 году она получила две номинации на премию Brit Awards, в том числе за британскую песню года за песню Remember с Давидом Геттой и лучшее танцевальное выступление, которое она выигрывала два года подряд в 2022 и 2023 годах.

## Биография
Бекки Хилл родилась 14 февраля 1994 года. Она начала заниматься музыкой в 14 лет и стала выступать в группе Shaking Trees, получив поддержку BBC Introducing от Эндрю Марстона из BBC Херефорд и Вустер, который выбрал её группу для выступления на фестивале исполнительских искусств Nozstock, а также для выступления с Адамом Грином и Джошем Уитли на BBC Radio Shropshire.

## Карьера

### 2012: Голос
Хилл участвовала в нескольких живых выступлениях для YouTube, в том числе в веб-сериале под названием The Rebelations. Она прошла прослушивание в первую серию шоу The Voice UK, и на слепых прослушиваниях исполнила «Ordinary People». Судьи Jessie J и will.i.am, единственные тренеры, у которых было свободное место в командах, повернулись к ней. Она решила присоединиться к Джесси. В баттл-раундах она соревновалась с Инди и Пикси, исполняя песню «Irreplaceable», она выиграла битву и прошла в живые шоу. Она дошла до полуфинала конкурса, где была исключена.
| Выполнено            | Песня                               | Оригинальный исполнитель | Результат                      |
| -------------------- | ----------------------------------- | ------------------------ | ------------------------------ |
| Слепое прослушивание | Ordinary People                     | John Legend              | Присоединился к команде Jessie |
| Боевые раунды        | Irreplaceable (против Инди и Пикси) | Beyoncé                  | Победитель                     |
| Неделя 1             | н/д                                 | н/д                      | н/д                            |
| Неделя 2             | Good Luck                           | Basement Jaxx            | Безопасный                     |
| Неделя 3             | н/д                                 | н/д                      | н/д                            |
| Неделя 4             | Seven Nation Army                   | The White Stripes        | Нижняя тройка                  |
| Semi-final           | Like a Star                         | Corinne Bailey Rae       | Устранено                      |

### 2013-2017: Прорыв иEko EP
После появления на шоу «Голос» в Великобритании были опубликованы версии песен Давида Гетты «She Wolf» и «Not Giving In» группы Rudimental, а также кавер-версии песен Paolo Nutini «Last Request» и Alex Clare «Too Close». Хилл исполнила песню Rudimental «Powerless», взятую из их дебютного альбома Home. Она также исполнила вокальные партии Эллы Эйр во время выступлений Rudimental на фестивалях Glastonbury 2013, Bestival 2013, Wakestock 2013 и Lovebox 2013. Хилл исполнила вокал и стала соавтором песни Уилкинса и Afterglow, которая заняла 8-е место в UK Singles Chart в октябре 2013 года,
Песня также заняла первое место в UK Dance Chart. «Powerless» был выпущен в виде полноценного сингла 23 февраля 2014 года. Песня заняла 73-е место в чарте UK Singles Chart. Хилл принял участие в записи вокальной версии песни Оливер Хелденс и стал ее соавтором. «Gecko», переименованной в „Gecko (Overdrive)“, вместе с MNEK. Песня возглавила британский чарт синглов 29 июня 2014 года, став первым участником The Voice UK, которому удалось занять первое место.
9 ноября 2014 года она выпустила сингл «Losing», который был спродюсирован MNEK и должен был стать лид-синглом с ее сольного альбома на тогдашнем лейбле Parlophone Records. Сингл дебютировал под номером 56 в UK Singles Chart Хилл стал соавтором дебютного сингла австралийской певицы Рейган Дерри «All of the Pieces» В июле 2015 года французский хаус продюсер Watermät выпустил вокальную версию своего трека «Frequency» с Хиллом в качестве совместного исполнителя. Трек был переименован в «All My Love».
В начале 2016 года Хилл объявила, что пишет песни вместе с CocknBullKid. В мае 2016 года она выпустила свой первый за два года сингл под названием «Back to My Love» с вокалом рэпера Little Simz. Он был заявлен как лид-сингл с ее дебютного альбома, но позже был включен в Eko EP, выпущенный в августе 2017 года. В течение лета она сотрудничала с несколькими артистами. Первое сотрудничество было с диджеем и продюсером Marc Kinchen на его сингле «Piece of Me». Второй - с Matoma на его прорывном сингле «False Alarm». В конце 2016 года она анонсировала второй сингл со своего EP под названием «Warm». Он был написан в соавторстве с MNEK и спродюсирован Shift K3Y. В конце марта 2017 года она выпустила третий сингл под названием «Rude Love». Песня была написана в соавторстве с MNEK и спродюсирована им. Музыкальное видео было выпущено в апреле, одновременно с запуском ее официального канала VEVO на YouTube.
В мае 2017 года Хилл подписала соглашение с Sony/ATV об издательстве по всему миру, а также выступила в качестве приглашенного ведущего в эпизоде CBBC The Playlist. После этого Хилл выпустила четвертый сингл «Unpredictable» с Eko EP, а также сам EP в августе 2017 года в качестве финального релиза своего собственного независимого лейбла Eko Music Limited

### 2017-2019:Знакомство
В августе 2017 года она подписала контракт с Polydor Records и ожидает выхода своего дебютного альбома в 2019 году Сингл «Sunrise in the East», выпущенный в 2018 году, рассматривался как лид-резка из ее якобы омоложенного дебютного проекта.
Вскоре после этого она появилась в песнях, включая «Back & Forth», вместе с MK и Jonas Blue. В следующем году она продолжила работу над песней «I Could Get Used to This» с Вайсом и, наконец, «Wish You Well» с Сигалой, которая стала ее первым хитом в топ-10 британских чартов со времен «Gecko (Overdrive)». Она была одним из семи соавторов песни Europa «All Day and Night», которая стала ее композиторской заслугой, попавшей в топ-10 британских чартов. 6 июля 2019 года Хилл выступила на Прайд в Лондоне на сцене Трафальгарской площади. В сентябре 2019 года был выпущен мини-альбом Get to Know' с четырьмя новыми треками. Эти четыре трека были из предполагаемого EP, Fickle Emotions, который так и не был выпущен.
6 декабря 2019 года Хилл выпустила кавер-версию песни Yazoo «Only You», посвящённую её дедушке, который познакомил её с кавер-версией песни The Flying Pickets, когда она была молода..

### 2020-2022: Только честные в выходные
В начале 2020 года Хилл поддержала ирландскую поп-рок группу The Script в их туре Sunsets & Full Moons по Великобритании и Ирландии и исполнила несколько своих песен с альбома Get to Know. В конце марта того же года остальные даты были отменены из-за пандемии COVID-19.
Она выпустила следующие синглы со своего дебютного альбома Only Honest on the Weekend'; «Better Off Without You» с Shift K3Y и «Heaven on My Mind» с Sigala, оба из которых достигли четырнадцатого места в UK Singles Chart. Последующий сингл «Space» достиг семьдесят девятого места, хотя позже он не был включен в окончательный треклист..
В апреле она сотрудничала с Тиесто на песне «Nothing Really Matters», которая позже была выпущена на седьмом альбоме Тиесто The London Sessions', где она приняла участие в другой песне под названием «Over You». В июне состоялась премьера подкаста Spotify под названием «The Art of Rave», в котором приняли участие Пит Тонг, Сестра Блисс и DJ Zinc.
Начиная с 2021 года, Хилл выпустила синглы «Last Time» и «Remember» с французским диджеем Давид Гетта. Они достигли пика на тридцать девятом и третьем местах соответственно, последний стал четвёртым хитом Хилл в первой десятке.
15 июля 2021 года Хилл анонсировала выход своего дебютного альбома Only Honest on the Weekend, опубликовав в своем Instagram трейлер, в котором были представлены ранее не издававшиеся песни «My Heart Goes» с Topic и «Through the Night» с 220 Kid. Позже треклист был полностью подтвержден в официальные чарты. Изначально альбом планировалось выпустить 20 августа 2021 года. Хилл объяснил, что альбом будет отложен на 1 неделю и выпущен 27 августа 2021 года, чтобы позволить «My Heart Goes» засветиться в британских чартах. Выпущенная в качестве финального сингла с альбома, песня провела четыре недели на 11-м месте, став девятым синглом Хилла из топ-20.
8 апреля 2022 года Хилл в сотрудничестве с Дэвидом Геттой и Элла Хендерсон написала песню «Crazy What Love Can Do». В июле 2022 года она выступила на церемонии закрытия Женский Евро-2022 на стадионе Уэмбли, после чего подверглась интернет-троллингу в сети из-за серебряного купальника, в котором она выступала. Она также выступала во время Пляжного волейбола на играх содружества 2022 на Игры Содружества 2022 в Бирмингеме..
5 августа 2022 года Хилл сотрудничала с британским диджеем Джоэл Корри в песне «History».

### 2023 — настоящее время: Believe Me Now?
2 мая 2023 года Хилл анонсировала лид-сингл «Side Effects», выпущенный 12 мая 2023 года в сотрудничестве с Льюисом Томпсоном, с её грядущего второго студийного альбома; песня достигла 35 места в UK Singles Chart. Позже она подтвердила, что альбом будет выпущен в 2024 году..
14 июля 2023 года Хилл выпустила «Disconnect» с английским диджейским дуэтом Chase & Status в качестве второго сингла со своего грядущего второго альбома. Песня стала шестым хитом в десятке лучших в Великобритании.
В январе 2024 года Хилл впервые отправилась в турне по Новой Зеландии и Австралии, выступив в Окленде, Мельбурне и Сиднее. Во время тура она выпустила сингл «Never Be Alone», в котором принял участие диджей австралийского происхождения Sonny Fodera.

## Личная жизнь
Хилл является болельщицей Walsall F.C..
В апреле 2021 года она объявила себя квир на своей странице в Twitter, заявив: «Мне определенно было неловко называть себя натуралом или кем-то еще, но квир кажется наиболее подходящей идентичностью для того, кто я есть». В январе 2022 года Хилл объявила о помолвке со своим многолетним бойфрендом..

## Дискография

### Студийные альбомы
- Only Honest on the Weekend (2021)[23]
- Believe Me Now? (2024)[24]